# Hotterloch (Landschaftsschutzgebiet)
Das Hotterloch ist ein vom Landratsamt Ravensburg am 4. März 1968 durch Verordnung ausgewiesenes Landschaftsschutzgebiet auf dem Gebiet der Stadt Ravensburg.

## Lage
Das Landschaftsschutzgebiet Hotterloch liegt am Güllenbach nördlich des Stadtteils Oberzell und südlich des Stadtteils Weststadt auf den Gemarkungen Taldorf, Schmalegg und Ravensburg. Es gehört zum Naturraum Bodenseebecken.

## Landschaftscharakter
Das Gebiet ist größtenteils mit naturnahem Buchenwald bewaldet. Nur bei Riesen im Gewann Bachesch befinden sich einige landwirtschaftlich genutzte Flächen im Gebiet. Das Gebiet wird von den tobelartig eingeschnittenen Tälern des Güllenbachs und dessen Zufluss Auerbach geprägt. Die naturnah mäandrierenden Bäche werden von naturnahen Auwaldbeständen gesäumt. An den Talflanken befinden sich teils offene Molassewände, im Gewann Hottenloch befindet sich ein ca. 3 m hoher Wasserfall.

## Zusammenhängende Schutzgebiete
Der Güllenbach gehört zum FFH-Gebiet Schussenbecken mit Tobelwäldern südlich Blitzenreute.